# Phlyctaenodes pustulata
Phlyctaenodes pustulata is een kever uit de familie van de boktorren (Cerambycidae). De wetenschappelijke naam van de soort werd, als Trachelorachys pustulatus, voor het eerst geldig gepubliceerd in 1841 door Frederick William Hope.